# ウェイク・オブ・マゼラン
『ウェイク・オブ・マゼラン』（原題：The Wake of  Magellan）は、アメリカ合衆国のヘヴィメタル・バンド、サヴァタージが1997年に発表したスタジオ・アルバム。ただし、ヨーロッパや日本では1997年にリリースされたが、アメリカ盤は1998年にリリースされた。フル・レングスのスタジオ・アルバムとしては10作目に当たる。前スタジオ・アルバム『デッド・ウィンター・デッド』（1995年）に引き続きコンセプト・アルバムとなっている。

## 背景
『デッド・ウィンター・デッド』（1995年）制作時からメンバー・チェンジはなく、同じラインナップでレコーディングされた。また、本作ではクリス・キャファリーやアル・ピトレリも曲作りに関与している。本作のためのレコーディングではピトレリが作曲したインストゥルメンタル「ヴォヤージ」も録音されたがアウトテイクとなり、1997年11月リリースのコンピレーション・アルバム『ベスト・アンド・レスト』に収録された。
本作のストーリーは、フェルディナンド・マゼランの末裔と称される架空の人物エクトール・デル・フエゴ・マゼランが主人公となっている。その一方で、メルスク・デュバイという台湾船籍の貨物船の船長が3人の密航者を海へ投げ込むよう命じた事件（Maersk Dubai incident）および、ドラッグの密売人と戦っていたアイルランドのジャーナリスト、ヴェロニカ・ゲリンの殺害という、現実に起きた2つの事件も織り込まれている。
アルバム・ジャケットの絵は『デッド・ウィンター・デッド』に引き続きエドガー・ジェリンズが描いており、ジェリンズはサヴァタージやトランス・シベリアン・オーケストラのために行った仕事のうち、本作のジャケットを特にお気に入りとして挙げている。

## 反響
バンドの母国アメリカでは、総合チャートのBillboard 200にはランク・インしていないが、『ビルボード』のトップ・ヒートシーカーズでは26位に達した。一方、ドイツのアルバム・チャートでは6週チャート・インして最高11位に達する成功を収めた。また、オランダのアルバム・チャートでは、『ガター・バレエ』（1989年）が1990年2月にチャート・インして以来、約7年半振りにランク入りを果たし、最高79位に達した。
2010年にリリースされた再発盤は、ギリシャのアルバム・チャートで30位に達している。

## 収録曲
特記なき楽曲はジョン・オリヴァとポール・オニールの共作。1. 9. 12.はインストゥルメンタル。
1. オーシャン - "The Ocean" - 1:34
2. ウェルカム - "Welcome" - 2:11
3. ターンズ・トゥ・ミー - "Turns to Me" (Jon Oliva, Paul O'Neill, Al Pitrelli) - 6:01
4. モーニング・サン - "Morning Sun" (J. Oliva, P. O'Neill, Chris Caffery) - 5:49
5. アナザー・ウェイ - "Another Way" (J. Oliva, P. O'Neill, A. Pitrelli) - 4:35
6. ブラックジャック・ギロチン - "Blackjack Guillotine" (J. Oliva, P. O'Neill, C. Caffery) - 4:33
7. パラゴンズ・オブ・イノセンス - "Paragons of Innocence" - 5:33
8. コンプレイント・イン・ザ・システム（ヴェロニカ・ゲリン） - "Complaint in the System (Veronica Guerin)" - 2:37
9. アンダーチュア - "Underture" - 3:51
10. ウェイク・オブ・マゼラン - "The Wake of Magellan" (J. Oliva, P. O'Neill, C. Caffery) - 6:10
11. エニイモア - "Anymore" - 5:16
12. ストーム - "The Storm" - 3:44
13. アワーグラス - "The Hourglass" (J. Oliva, P. O'Neill, A. Pitrelli) - 8:06

## 参加ミュージシャン
- ザッカリー・スティーヴンス - ボーカル
- クリス・キャファリー - ギター、バッキング・ボーカル
- アル・ピトレリ - ギター、バッキング・ボーカル
- ジョニー・リー・ミドルトン - ベース、バッキング・ボーカル
- ジェフ・プレイト - ドラムス
- ジョン・オリヴァ - キーボード、ボーカル

アディショナル・ミュージシャン
- ボブ・キンケル - アディショナル・キーボード